# Aeroporto di Firenze-Peretola
L'Aeroporto di Firenze-Peretola (IATA: FLR, ICAO: LIRQ) è un aeroporto internazionale italiano che serve Firenze, intitolato al celebre navigatore fiorentino Amerigo Vespucci, nato a Peretola.
L'aerostazione è gestita da Toscana Aeroporti S.p.A., una società di diritto privato la cui quota di maggioranza assoluta è detenuta dalla holding argentina Corporación América.
Aperto al traffico passeggeri sia nazionale sia internazionale, ha raggiunto nel 2023 il suo massimo storico di passeggeri con 3.077.921 persone. Dispone di 40 banchi check-in, 10 gate d'imbarco ed è dotato di una pista in asfalto lunga 1 560 m e larga 45 m. Nel periodo estivo del 2023 ha raggiunto punte di 110 movimenti (atterraggi e decolli) giornalieri, principalmente effettuati da aeromobili Embraer E190/195, Airbus A319, e - con limitazioni di peso massimo al decollo e velocità/direzione del vento - Airbus A320 (nelle versioni neo e ceo) e Boeing 737.

L'aerostazione passeggeri lato landside è accessibile dalla viabilità ordinaria cittadina e dalla Tramvia T2 di cui è capolinea. A poca distanza dall'ingresso si trovano due parcheggi a pagamento gestiti direttamente da Toscana Aeroporti, uno per la lunga sosta e l'altro per la sosta breve e lo scarico dei bagagli. Al livello stradale dell'aerostazione si trovano gli arrivi, due bar, negozi, cambiavalute e gli uffici Lost&found e di dogana passeggeri. Al piano superiore, raggiungibile con scala mobile o ascensore, le partenze con i banchi checkin e i varchi di sicurezza che permettono ai passeggeri l'accesso in zona airside. Nella zona airside si trovano alcuni negozi, snack bar, e la sala di attesa con vista su piazzali e pista che conduce ai gate di imbarco. Data la ridotta dimensione dell'apron non sono previsti finger per l'imbarco dei passeggeri, che avvengono quasi sempre tramite Cobus.

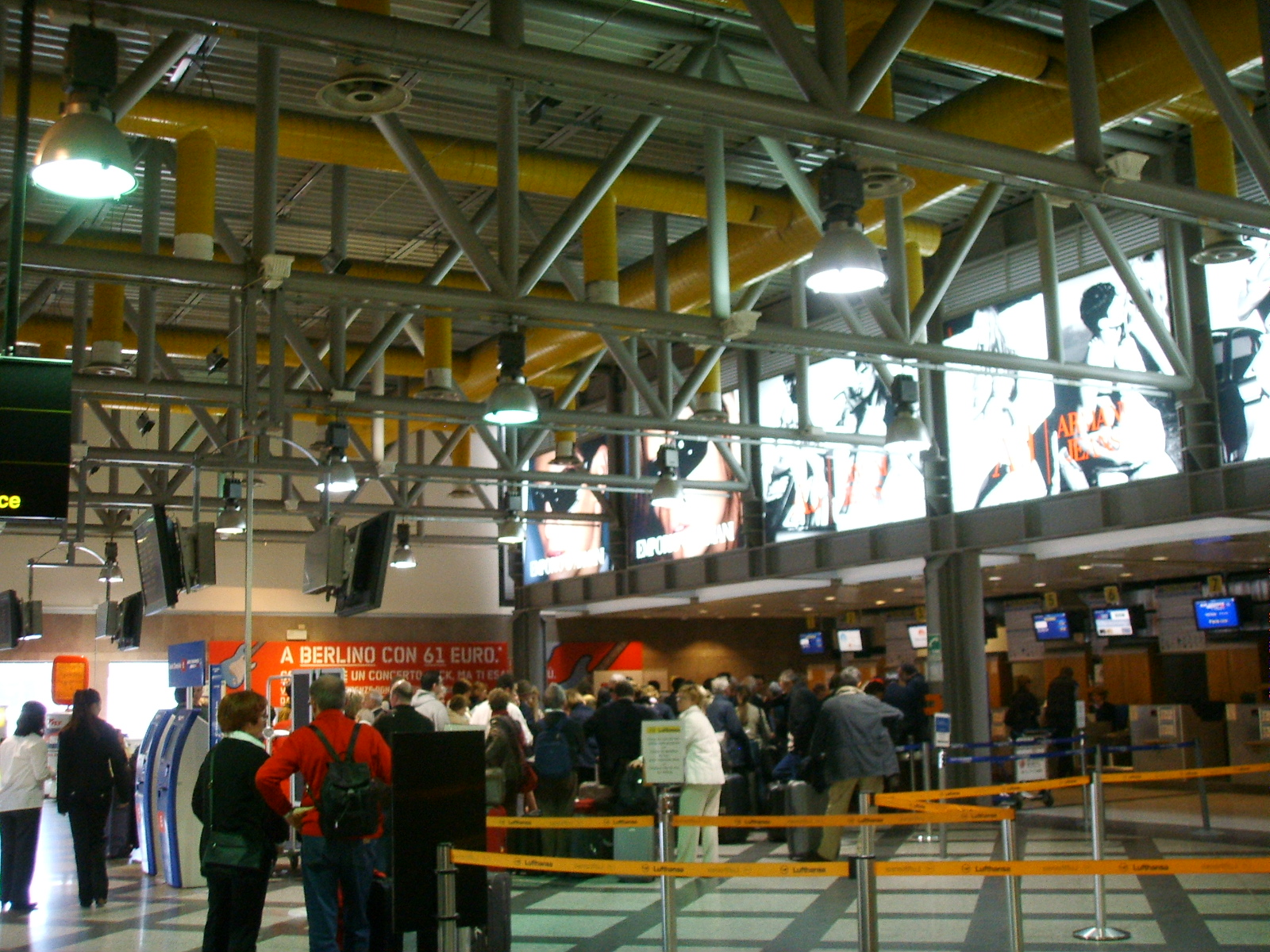
Aeroporto di Firenze, i vecchi gate di imbarco prima della ristrutturazione.

Presso l'aeroporto è di stanza l'VIII Reparto Volo della Polizia di Stato con elicotteri AW139 e AB206.
È situato in linea d'aria a 5,25 km a nord-ovest della stazione di Firenze Santa Maria Novella e a 6 km dalla Cattedrale di Santa Maria del Fiore, nella frazione-sobborgo di Peretola, nei pressi del quartiere Novoli (facente parte della circoscrizione di decentramento comunale denominata "quartiere 5 - Rifredi").

## Storia

### Origini
Un primo campo di volo nacque nel 1910 a Firenze nell'area del Campo di Marte (zona dell'attuale stadio comunale) e aveva due piste lunghe 700 metri. Nel 1926, volendo avviare un servizio aereo postale regolare, Campo di Marte e la sua pista stretta dalle abitazioni si rivelarono inadeguati e si decise di trovare una nuova collocazione.

### Anni '20 - '40
Nel 1928 si individuò quella che è oggi la sede dell'aeroporto: la piana tra la zona di Castello e Sesto Fiorentino.
Nacque così l'aeroporto di Peretola che fu inaugurato il 4 giugno 1931, grazie alla Legge Balbo che promuoveva l'aviazione militare e civile. Peretola era un grande prato dove gli aerei atterravano e decollavano senza una direzione obbligata finché il Ministero dell'aeronautica decise di ingrandire e potenziare l'ormai storico campo di volo. Nel 1938-39 fu realizzata una pista in macadam larga 60 metri e lunga 1 000 metri, orientata verso nord-est.
Negli anni del fascismo, Peretola era sede delle esercitazioni di un plotone di preavieri e vi atterravano settimanalmente i collegamenti dell'Ala Littoria, tuttavia lo scalo non ambì a un ruolo di primo piano a livello regionale, sempre in secondo piano rispetto all'aeroporto di Pisa-San Giusto, più favorito dal punto di vista climatico. Nonostante ciò Firenze era un centro d'eccellenza nel panorama nazionale per la produzione aeronautica bellica e la formazione dei piloti, con la Scuola di Guerra Aerea, la Fiat di Novoli (che produceva anche ricambi per velivoli), i tunnel sotto via Vittorio Emanuele (per proteggere eventuali lavorazioni strategiche in caso di guerra), gli hangar dell'Iti Leonardo da Vinci a Rifredi (che ospitavano corsi per motoristi).
È alla fine degli anni quaranta che arrivano i primi voli passeggeri effettuati con i DC-3 dell'Aerea Teseo, però la stessa autostrada A11 e il viale Guidoni (non a caso intitolato a un pioniere dell'aviazione) favorivano i collegamenti con Pisa e il suo maggiore aeroporto.

### Anni '50 - '70

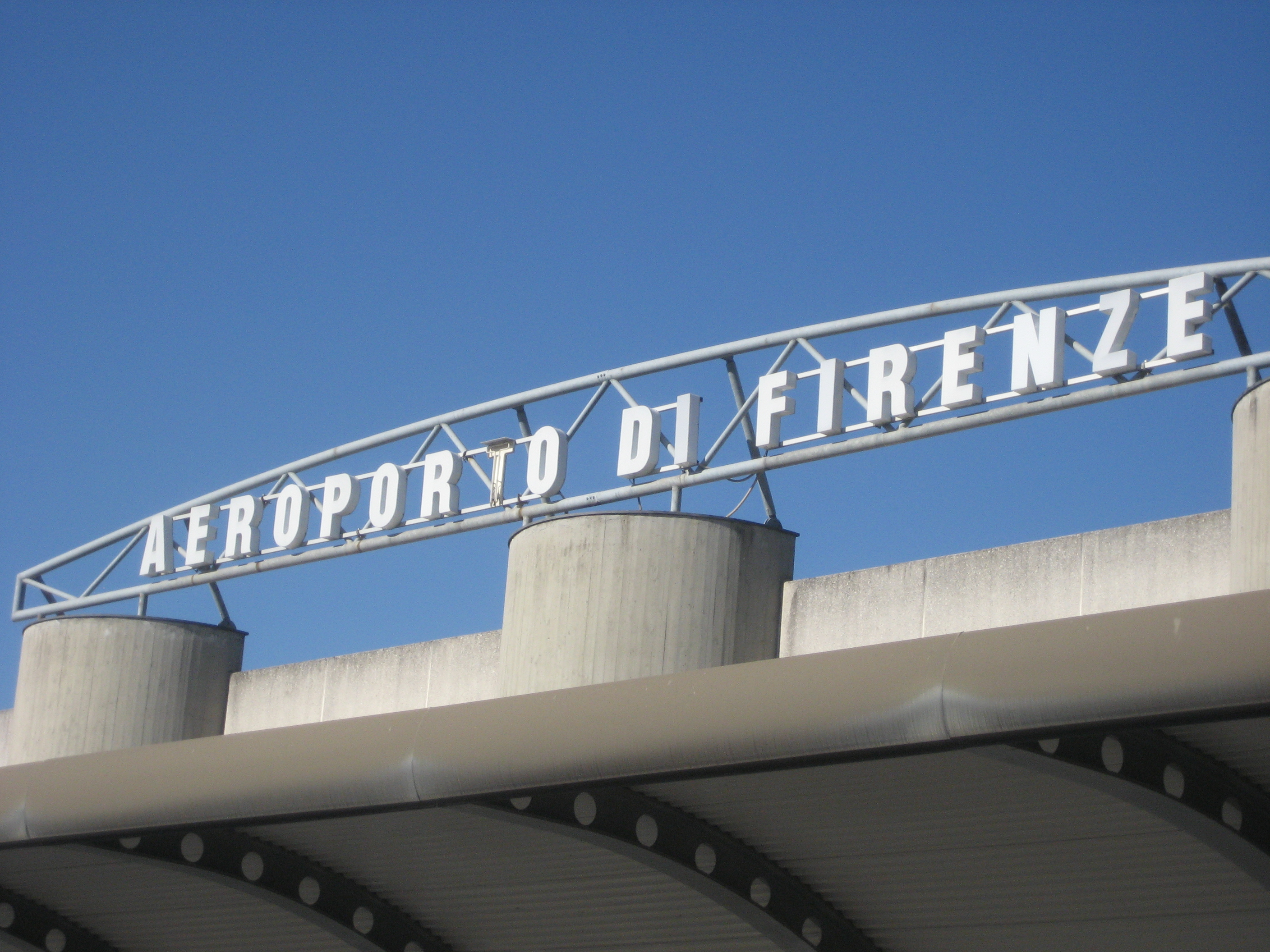
Aeroporto di Firenze

Mentre Firenze si confermava sempre più come meta di turismo internazionale, l'intenzione di dotare la città di uno scalo più adeguato cominciò a farsi sentire con maggiore insistenza. Già negli anni cinquanta l'architetto Nustrini aveva progettato tre possibili piani di sviluppo, tra cui la costruzione di una nuova pista parallela all'autostrada sul lato opposto, all'Osmannoro. Dal 1954 si profilò un'ipotesi ancora più radicale, quella di abbandonare Peretola in favore di un nuovo scalo da creare nella tipologia "continentale di categoria C" nelle località di Sant'Angelo a Lecore e San Giorgio a Colonica verso il comune di Prato.
Negli anni cinquanta e sessanta, Alitalia, sempre con i DC-3, operò le rotte Roma-Firenze-Venezia e Roma-Firenze-Milano. Dal 1964 l'ATI operò con il Fokker F27 alcune rotte nazionali fino al 1973. Dal 1976 al 1979 Avioligure impiegò, con notevole successo, due Yak-40 di fabbricazione sovietica per le rotte Firenze-Roma e Firenze-Milano, poi Firenze-Torino e infine anche un volo sperimentale con Zurigo.
Dal 1983 al 1985 la Aligiulia operó voli regolari Firenze-Roma e Firenze-Milano con Nord 262.

### Anni '80 - '90

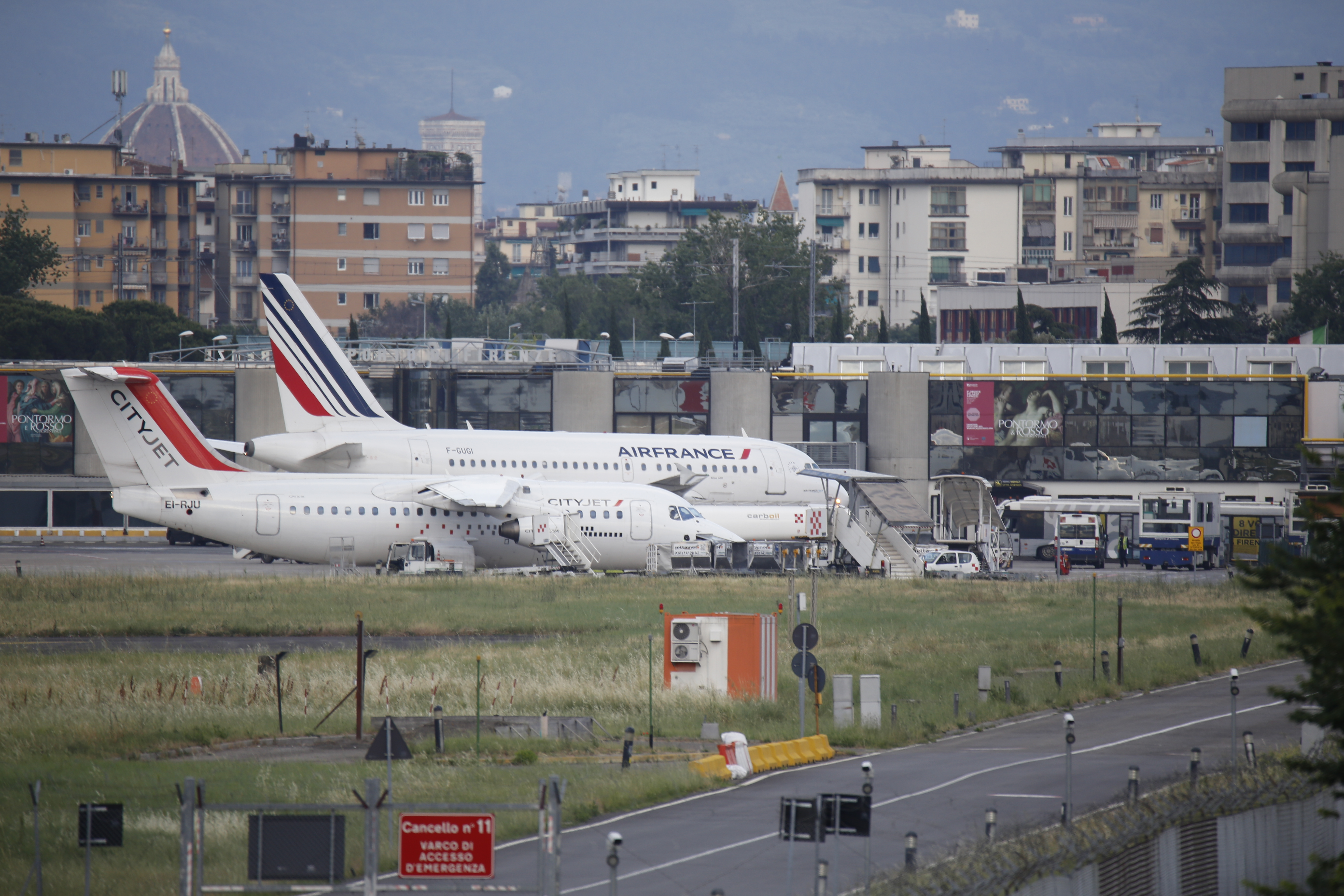
Due aerei in aeroporto, sullo sfondo si vedono cupola del Brunelleschi e campanile di Giotto

Nel 1984 nasce la SAF (Società Aeroporto Fiorentino), poi AdF (Aeroporto di Firenze).
Nello stesso anno si effettuano i lavori di ristrutturazione dell'intero aeroporto: allungamento della pista (da 1 000 a 1 400 metri) e sua illuminazione, installazione del VOR-DME, e la ricostruzione dell'aerostazione. Il 15 settembre del 1986 riprendono così i voli di linea.
Nel 1990 si è intitolato l'aeroporto al famoso navigatore fiorentino Amerigo Vespucci.
Nel 1992 avvenne l'inaugurazione dell'aerostazione arrivi e, dopo due anni, del lato partenze.
Il salto di qualità definitivo avvenne nel 1996 con l'ulteriore allungamento di 350 metri della pista e l'ulteriore sistemazione dell'aerostazione.

### Dal 2000 a oggi

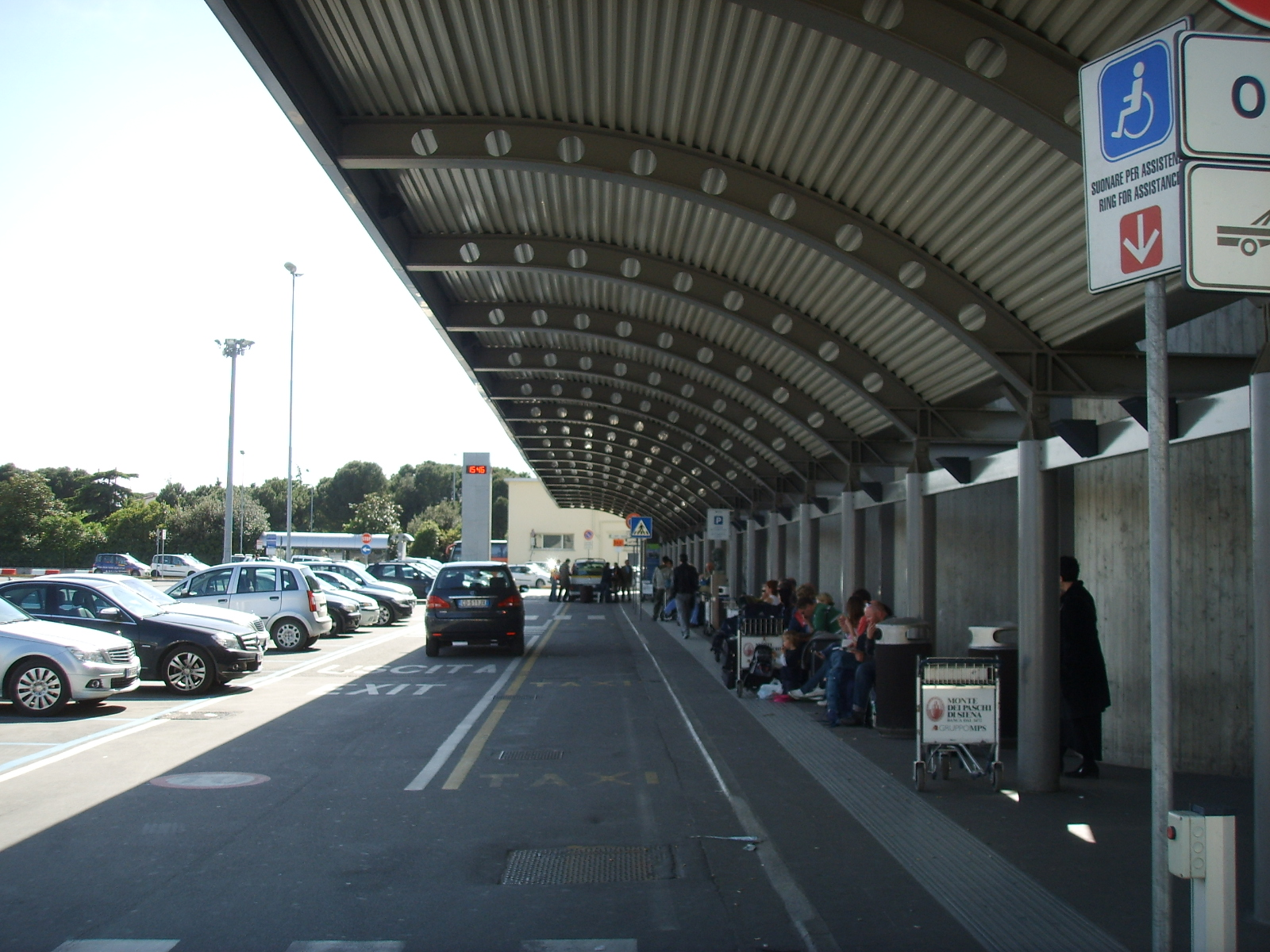
Tettoia esterna

Nel corso del 2006 l'aeroporto ha chiuso per 65 giorni poiché è stato necessario provvedere al completo rifacimento della pista per adeguarla all'aumentato peso dei nuovi aeromobili che avevano pregiudicato la stabilità di quella vecchia. Con un investimento di circa 12,4 milioni di euro nel 2006 (interventi sulla pista di volo) e di circa 5,3 milioni tra il 2005 e il 2006 (ristrutturazione aerostazioni), AdF ha portato alla massima efficienza operativa le principali infrastrutture dell'aeroporto di Firenze e ha incrementato la capacità complessiva dello scalo da 1 500 000 a 2 200 000 passeggeri/anno, con adeguati livelli di servizio. Gli investimenti complessivi effettuati nel corso dell'esercizio 2006 sono ammontati a 19,389 milioni di euro.
I lavori hanno fatto sì che la compagnia aerea Sterling abbia inserito dei voli da Firenze a Copenaghen e Oslo con i Boeing 737.
Nel 2006 i passeggeri commerciali (linea + charter) sono stati pari a 1 520 621 nonostante la chiusura dello scalo dal 2 febbraio all'8 aprile 2006. I passeggeri in arrivo e in partenza transitati presso lo scalo fiorentino (linea + charter) nel periodo gennaio-giugno 2007 sono stati pari a 912 757 con una crescita del 69,4% rispetto al 2006. Il primo semestre 2007 ha visto un positivo progresso del traffico aereo non solo rispetto al corrispondente periodo del 2006, condizionato dalla chiusura dello scalo fiorentino per i lavori di rifacimento della pista di volo.
Nel novembre 2009 è stato presentato da AdF il progetto della costruzione del nuovo terminal dell'aeroporto, che dovrebbe portare la capacità di traffico dei passeggeri a 2,4 milioni annui.
Nel dicembre 2011 è stata inaugurata la nuova hall arrivi del Terminal progettata dallo studio londinese Pascal e Watson. L'inaugurazione completa della prima fase del nuovo Terminal è avvenuta nell'estate 2012. È stato approvato il progetto che prevede l'ampliamento del piazzale ovest di 36 870 m² che si uniranno ai 33 000 m² attualmente presenti.
Fino al 2011 è stato uno degli aeroporti principali della compagnia Meridiana, la quale vi ha anche avuto una base operativa.
La pista attuale è collocata alle sue estremità tra le pendici del Monte Morello e l'autostrada, provocando inquinamento acustico sull'abitato che si estende lungo il sentiero di decollo e di atterraggio.
Dal 12 giugno 2012 ha efficacia il Piano di rischio aeroportuale (PRA) approvato dal Comune di Firenze con Deliberazione consiliare n. 2019/C/00018 al fine di mitigare il rischio per la popolazione derivante da eventuali incidenti aerei nelle direzioni di decollo e di atterraggio.
Il 5 dicembre 2012 Vueling annunciò l'apertura di una nuova base operativa dal 31 marzo 2013 presso l'aeroporto, dalla quale avrebbe volato verso sette destinazioni in Europa: Amburgo, Barcellona, Berlino-Tegel, Copenaghen, Londra-Heathrow, Madrid e Parigi-Orly.
Il 23 aprile 2013 è stato completato il 1º lotto dell'ampliamento e riqualificazione del terminal.
Il 20 novembre 2013 Vueling annuncia una maggiore espansione di Firenze, basata sulla presenza di un secondo Airbus A319 e su nuove rotte aperte a Bari, Cagliari, Catania, Ibiza, Mikonos, Santorini e Palermo.
Dal 1º giugno 2015 la società privata che gestisce l'aeroporto è Toscana Aeroporti S.p.a., nata dalla fusione per incorporazione di Aeroporto di Firenze S.p.A. (AdF) in Società Aeroporto Toscano Galileo Galilei S.p.A. (SAT) di Pisa, controllata in maggioranza da Corporación América Italia S.p.A. di proprietà del magnate armeno-argentino Eduardo Eurnekian.

### Progetti futuri
Il primo progetto presentato per ampliare lo scalo fiorentino risale al 16 luglio 2014,  quando il Consiglio regionale della Toscana aveva approvato il Piano d’Indirizzo Territoriale (detto Pit) che prevedeva in particolare, la realizzazione della nuova pista per l'aeroporto di Firenze, con orientamento 12/30, definita "parallela convergente" all'autostrada Firenze-Mare, con la previsione di una lunghezza di 2 000 metri. Questo primo progetto fu bocciato dal TAR nel 2016.
Il 22 settembre 2014 il consiglio d'amministrazione dell'ENAC ha stabilito, dopo approfondite valutazioni, che la pista convergente parallela all'autostrada dovrà essere di 2 400 m di lunghezza.
Il piano presentato successivamente prevede la realizzazione di una nuova pista (l'attuale verrebbe smantellata) con orientamento 12/30, detta anche parallela-convergente all'autostrada A11, lunga 2 400 metri.
Il 6 febbraio 2019 la Conferenza dei Servizi approva il Masterplan del nuovo aeroporto. Il decreto ministeriale, è scritto nell'atto, "accerta il perfezionamento del procedimento d'intesa tra stato e regione Toscana" e "ad ogni effetto sostituisce i pareri, le concessioni anche edilizie, le autorizzazioni, le approvazioni e i nulla osta previsti dalla legge".
Il 27 maggio 2019 il TAR annulla di fatto la Valutazione di Impatto Ambientale (detta VIA) del ministero, accogliendo il ricorso presentato dai Comuni di Prato, Sesto Fiorentino, Campi Bisenzio, Calenzano, Carmignano, Poggio a Caiano e Signa e dal comitato “No aeroporto”. Nella sentenza si legge che “il progetto sottoposto a VIA non conteneva quel grado di dettaglio minimo e sufficiente affinché il ministero dell’Ambiente addivenisse ad una corretta valutazione di compatibilità ambientale, non essendosi individuati compiutamente le opere da realizzare”. E poi “la previsione di un numero così elevato di prescrizioni, ma soprattutto il carattere e il tenore di queste ultime, dimostra inevitabilmente il difetto di istruttoria in cui sono incorsi i ministeri dell’Ambiente e dei Beni culturali”. Il TAR ha dato particolare peso al terzo e al quarto motivo del ricorso, che rispettivamente contestavano l'impostazione formale della Via, che conteneva circa 173 prescrizioni da realizzare in seguito, e l'assenza di una valutazione di rischio sull'impianto della Toscochimica ai sensi della Direttiva Seveso, rinviato anche questo a una fase successiva nella VIA".

## Caratteristiche

### Criticità operative
L'aeroporto si trova in spazio aereo di classe D (Delta) ed è fornito di torre di controllo gestita da ENAV e dotata di radar. La competenza della Torre e della relativa ATZ si estende sull'usuale raggio circolare di circa 5 miglia dalla pista, i cui confini sono: Certosa, Fiesole, e la periferia della città di Prato - fino alla quota di 2000 piedi sul QNH dell'aerodromo. Il livello superiore di controllo è rappresentato dal CTR di Firenze, anch'esso in classe D (Delta) e dotato di radar, con sede presso la stessa Torre.
A seguito di un incidente avvenuto nel 1997, sono proibiti gli atterraggi IFR per pista 23, che rimangono consentiti solo per gli aeromobili di base, come quelli del locale Aeroclub e gli elicotteri del VIII Reparto Volo della Polizia di Stato, in condizioni di pista asciutta e volo VFR diurno. L'aeroporto non è autorizzato ai voli VFR notturni. La testata 23 per gli atterraggi è inoltre posta più avanti rispetto all'inizio effettivo del terreno preparato, riducendone la distanza utile a circa 977 metri.
I voli di linea possono quindi atterrare solo per pista 05, costringendo a go-around se la componente di vento in coda in corto finale è generalmente superiore a 10 oppure 15 nodi, a seconda delle Procedure Operative Standard di compagnia e delle condizioni operative del volo. Nel dettaglio, la principale criticità per gli atterraggi del traffico di linea è rappresentata dalla scarsa lunghezza della pista e dalla sua monodirezionalità (che come detto impedisce di optare per la testata 23 qualora sia investita da una componente di vento frontale più favorevole). Per aumentare i margini di sicurezza con situazioni di vento in coda, Airbus introdusse nei modelli A318 e A319 una particolare modifica, denominata "Florence Kit", ovvero la possibilità di:
- Utilizzare, subito dopo il contatto con il terreno, gli aileron come spoiler (deflettendoli verso l'alto) al fine di aumentare l'efficienza frenante
- Impostare un centro di gravità frontale alternato per consentire la diminuzione della velocità di approccio e dunque diminuire la distanza di arresto necessaria.

A causa dell'ostacolo naturale rappresentato dal Monte Morello, la pista preferenziale per i decolli dell'aviazione di linea, e in accordo con i venti prevalenti presenti in zona, è la 23. I decolli da pista 05 sono possibili quando il vento proviene dal quadro settentrionale o si verifica il fenomeno del vento di caduta dal Monte Morello, ma con limitazioni dovute alle performance (principalmente legate al peso massimo al decollo e all'altitudine di pressione, quest'ultima particolarmente penalizzante nel periodo estivo con alti valori di temperatura e umidità).
Altro fattore penalizzante è la visibilità dovuta alla nebbia - talvolta presente in modo localizzato per via della particolare conformazione orografica della Piana ove sorge l'Aeroporto e prevalentemente in modo stagionale nei mesi fra novembre e gennaio. Con visibilità inferiore a 5 KM i voli VFR non possono atterrare (se non richiedendo l'autorizzazione di VFR Speciale) mentre il traffico che opera in IFR (voli di linea) può atterrare solo quando la visibilità non è inferiore a 800 metri o la portata visiva di pista (Runway Visual Range - RVR) non è inferiore a 550 metri. La possibilità di ridurre queste distanze implica l'adozione di un sistema ILS più preciso di categoria superiore (CAT II) ma diversi esperti concordano che tale installazione non sia conveniente per via dell'orografia del terreno e degli edifici presenti lungo il sentiero di avvicinamento.
Presenza di importante componente di vento in coda e scarsa visibilità dovuta alla nebbia sono dunque le cause più frequenti di dirottamenti all'alternato per i traffici commerciali in arrivo.
L'assenza di una via di rullaggio rallenta il flusso di partenze e arrivi, obbligando il traffico successivo ad attendere che la pista venga liberata. La velocità di rullaggio post-atterraggio di alcuni aeromobili dell'aviazione commerciale è ulteriormente e precauzionalmente ridotta per via del surriscaldamento dei freni avvenuto nella accentuata decelerazione dovuta alla ridotta lunghezza della pista. Per ottimizzare il traffico, i controllori talvolta istruiscono all'utilizzo del raccordo K-P (Kilo Papa) posto in prossimità della testata 23, talvolta ordinando attese a terra per permettere atterraggi e decolli.
Per il traffico dell'aviazione generale, data la scarsa disponibilità di parcheggi per gli aeromobili, è fortemente consigliato richiedere per tempo il PPR (Parking Permission Request). I traffici VFR devono prevedere il carburante per potenziali lunghe attese (specie nel periodo estivo) normalmente sui cancelli ATZ di GALCIANA, CERTOSA e PONTASSIEVE. Gli aeroporti alternati da prendere in considerazione durante la pianificazione per i traffici leggeri potrebbero essere: Lucca Tassignano, Arezzo e Siena (che non sempre sono aperti), per cui si possono tenere in considerazione anche Pisa e Perugia.

### Radioassistenze
La pista 05 è abilitata alle operazioni ILS CAT I ed è dotata di PAPI, mentre niente di tutto questo è disponibile sulla testata opposta - la 23, ove è possibile atterrare solo a vista. All'interno del sedime aeroportuale è coubicato un VOR DME. Nelle immediate vicinanze dell'aeroporto è normalmente ricevibile anche l'NDB di Pisa (PIS - 379 kHz).

## Aeroclub
Presso l'aeroporto ha sede l'Aeroclub intitolato a Luigi Gori che offre ai propri soci la scuola di volo per l'ottenimento della licenza PPL(A) e le abilitazioni RU (Carrello retrattile) e VP (Elica a passo variabile). È dotato di una flotta di aeromobili Socata Tampico TB9, Cessna 172 G1000, Mooney M20J. Vengono organizzati anche corsi di pilotaggio per droni, ma le esercitazioni pratiche di questi ultimi vengono svolte altrove per non interferire con il traffico aeroportuale.

## Trasporti pubblici
L'aeroporto è collegato alla stazione di Firenze Santa Maria Novella e al centro storico dalla Linea T2 della rete tranviaria di Firenze, impiegando circa 20 minuti. Data la vicinanza dell’aeroporto al centro città il biglietto necessario è quello di corsa urbana semplice, al prezzo di 1,70€.
La compagnia di bus Caronna gestisce un servizio di pullman che collega quotidianamente con diverse corse l'aeroporto di Firenze a quello di Pisa, impiegando circa un'ora.Tuttavia, non essendo l'aeroporto di Peretola dotato di un terminal bus, tutte le corse si attestano al vicino terminal Guidoni, raggiungibile in appena 2 minuti con la linea T2 della tramvia. 
È inoltre fase di progetto una nuova stazione ferroviaria nelle adiacenze dell'aeroporto, lungo la Firenze-Pisa-Livorno, all'altezza di viale Guidoni e dell'omonima fermata della tramvia.
- Collegamento con la stazione di Firenze Santa Maria Novella: Linea T2
- Collegamento con l’Aeroporto di Pisa tramite bus Caronna, in partenza dall’hub Guidoni

È raggiungibile dall'autostrada:
- Milano - Napoli con l'uscita a Firenze Nord
- Autostrada A11

## Incidenti
- Volo Air Littoral 701: il 30 luglio 1997 un ATR 42-512 (matricola F-GPYE) di Air Littoral in fase di atterraggio è uscito dalla pista causando la morte del comandante e 14 feriti.
- 23 Marzo 2016: un jet quadrimotore passeggeri Avro RJ-85 esegue un atterraggio pesante. Nessun ferito, ma l'aeroplano - data anche l'età - verrà demolito in loco.[12]